# Maçarico-das-rochas

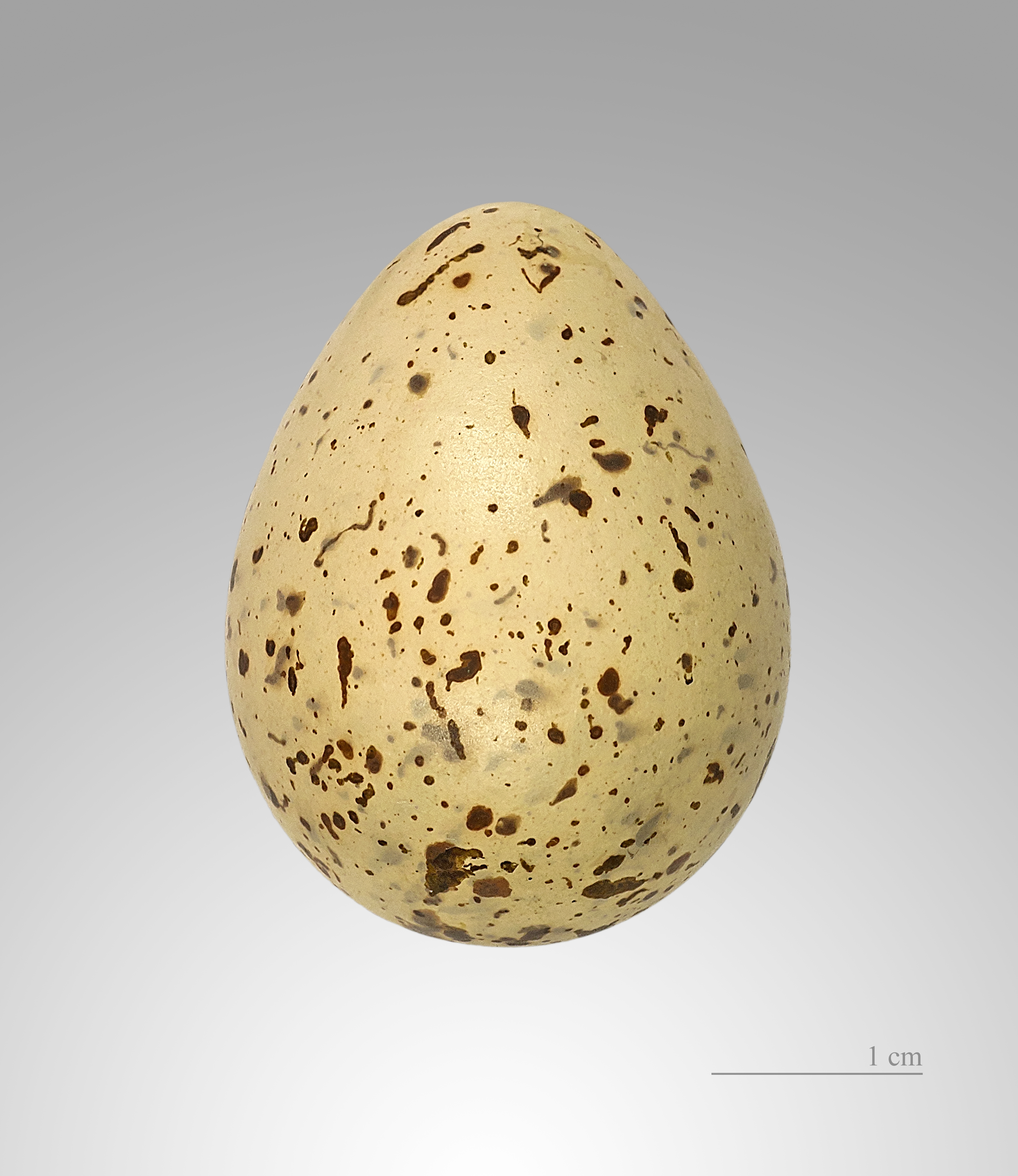
Actitis hypoleucos -MHNT

O Actitis hypoleucos, comummente conhecido como maçarico-das-rochas, é uma ave pertencente à ordem Caradriiformes e à família dos escolopacídeos. Ocorre em Portugal, nomeadamente no Parque Natural da Serra da Estrela.

## Nomes comuns
Além do nome comum «maçarico-das-rochas», esta espécie também é conhecida como areeiro (nome que aliás partilha com outras espécies do género Charadrius), lava-cu e lavandeira (nome que, por sinal, também partilha com a espécie Motacilla alba).

## Descrição
É uma pequena ave limícola de plumagem castanha e esbranquiçada, com os olhos amiúde exornados por um traço ou círculo branco. As patas, por seu turno, mostram-se de cor acinzentadas ou esverdeada.
Em média podem medir entre 18 to 24 centímetros de comprimento, com uma evergadura de asas de 35 centímetros e pesando em média cerca de 40 gramas.
A par de outras espécies migratórias, o maçarico-das-rochas, exibe muda de plumagem consoante as estações.
Assim, durante a época de acasalamento apresenta plumagem acastanhada na cabeça, peito, dorso e asas, ao passo que o ventre é inteirçamente branco, apresentando uma linha divisória entre o peito e o ventre bem demarcada.
Durante o Inverno, porém, a plumagem do maçarico-das-rochas torna-se mais esbatida, deslavada e esbranquiçada.
A característica mais distintiva, que permite mais facilmente identificar esta espécie, entre as demais aves limícolas é o pequeno istmo branco que se forma na sua plumagem entre ambos os lados do pescoço.
Os espécimes juvenis também se pautam por terem sardas brancas no dorso, assemelhando-se mais aos espécimes adultos, quando têm a sua plumagem de inverno.

## Distribuição
Esta espécie pode encontrar-se ao longo de grandes extensões de territórios, desde a Europa Ocidental até ao Extremo Oriente, abarcando ainda o Sul africano e a Austrália.
Na Primavera e no Verão, aquando da época de acasalamento, os maçaricos-das-rochas tendem a concentrar-se no Hemisfério Norte, desde a orla atlântica até ao Japão, geralmente em espaços com climas temperados.
O maçarico-das-rochas é uma ave migratória, que passa o inverno em locais com climas mais amenos na Europa, mas também em África, no sul do continente asiático e na Austrália.

### Portugal
O maçarico-das-rochas é uma espécie razoavelmente comum em Portugal, espalhando-se um pouco por todo o território nacional. No entanto, dada a sua pouca tendência para se arrebanhar em grandes bandos, não é uma espécie que se possa considerar particularmente abundante.
Geralmente tende a privilegiar territórios nas imediações de recursos hídricos, sejam eles de água doce, salobra ou salgada.
Uma vez que é uma espécie residente em Portugal, é susceptível de ser observado ao longo de todo o ano.
Na época de acasalamento, porém, é mais difícil de avistar, sendo que a maioria das suas ocorrências nessa altura  tendem a mormente no Sul do território. Fora da época de acasalamento volta a ser avistável com mais regularidade em praticamente qualquer zonas nas cercanias do litoral português.

### Ecologia
Durante a época de acasalamento, os maçaricos-das-rochas costumam privilegiar as zonas costeiras e arenosas, de ilhotas, albufeiras, açudes, lagoas ou praias fluviais para nidificar, na proximidade de águas movimentadas e de vegetação ripária, alheios à presença humana.
Podem alargar os seus habitats até zonas montanhosas, nas cercanias de bosques e matas, posto que o clima se mostre favorável. Estão bem adaptados à variabilidade de temperaturas normais dos climas temperados, mostrando assaz resistentes a chuvas intensas.
No período invernal, uma vez finda a época de acasalamento, os maçaricos-das-rochas tendem a procurar climas mais amenos, deslocando-se, por conseguinte, mais para Sul, onde optam por assentar em zonas húmidas, junto à costa, nas zonas de entre-marés, em salinas ou nas cercanias de lagos, rios, canais, estuários e albufeiras.
Pode, por vezes, frequentar courelas agricultadas, se tratarem de culturas alagadas, como arrozais. Em geral evita territórios com climas muito quentes ou muito frios.

## Subespécies
A espécie é monotípica (não são reconhecidas subespécies).